# Chmiziutka
Chmiziutka (lit. Tarpežerė; pol. hist. Chmieziutka) – wieś na Litwie, w okręgu wileńskim, w rejonie wileńskim, w gminie Rzesza, przy drodze krajowej 108 i w pobliżu jeziora Żełosy.

## Historia
W dwudziestoleciu międzywojennym leżała w Polsce, w województwie wileńskim, w powiecie wileńsko-trockim, w gminie Podbrzezie. W 1931 miejscowość liczyła 19 mieszkańców, zamieszkałych w 4 budynkach.
Po II wojnie światowej w granicach Związku Sowieckiego. Od 1991 na niepodległej Litwie.

## Ludzie związani z miejscowością
- Stanisław Symonowicz „Szczęsny”, „Kalina” – pracownik Wileńskiej Izby Rolniczej, oficer łącznikowy Armii Krajowej, uczestnik akcji „Burza” w szeregach 2. Brygady AK; w Chmiziutce posiadał gospodarstwo rolne, z którego w 1942 został wysiedlony na rzecz litewskiego osadnika[3]